# Sandakphu

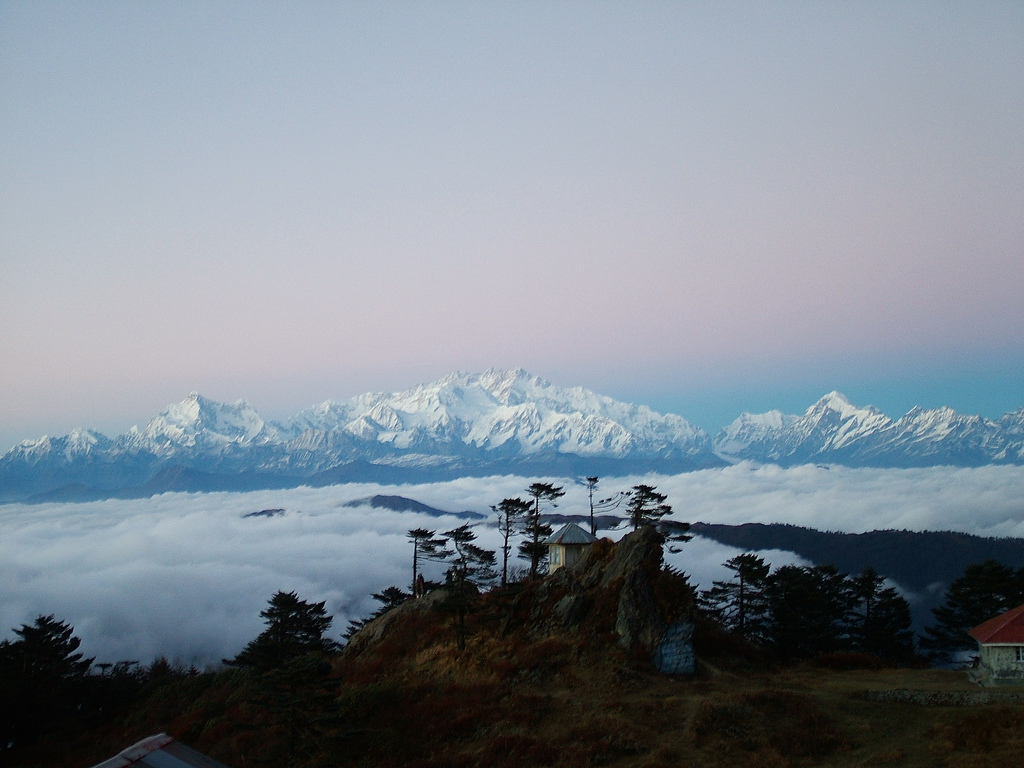
Vista desde el punto más alto de Bengala Occidental

Sandakfu o Sandakphu es una de las principales cimas del grupo de montañas de Singalila, derivación de las montañas del Himalaya, en el distrito de Darjeeling en Bengala Occidental. Se encuentra a una altura  de 3.698 m s. n. m. dominando una vista sobre Sikkim y las montañas del Nepal, incluido el Everest. La frontera del Nepal y la India pasa por una parte de esta montaña.